# Ludwig von Wildenbruch
Ludwig von Wildenbruch (* 8. April 1846 in Beirut; † 26. Juni 1930 in Berlin) war ein preußischer Generalleutnant.

## Leben
Er war der Sohn von Louis von Wildenbruch (1803–1874) und dessen ersten Ehefrau Ernestine, geborene von Langen (1805–1858).
Aus dem Kadettenkorps kommend trat Wildenbruch am 2. Mai 1863 als Sekondeleutnant in das 2. Garde-Regiment zu Fuß der Preußischen Armee ein. Als solcher nahm er 1866 am Deutschen Krieg teil, wurde am 27. August 1870 zum Premierleutnant befördert und kämpfte 1870/71 gegen Frankreich. Für seine Leistungen erhielt er das Eiserne Kreuz II. Klasse.
Am 6. Februar 1873 zum Hauptmann befördert, fungierte Wildenbruch in der Folgezeit als Chef der 10. Kompanie und kam am 18. April 1882 als Adjutant zum Stab der IV. Armee-Inspektion. Vom 15. Oktober 1885 bis 14. Februar 1887 kommandierte man ihn als Major zur Gesandtschaft in München und anschließend versah Wildenbruch Dienst als Kommandeur des II. Bataillons im 4. Brandenburgischen Infanterie-Regiment Nr. 24 (Großherzog Friedrich Franz II. von Mecklenburg-Schwerin) in Neuruppin. Mit der Beförderung zum Oberstleutnant am 22. Mai 1889 folgte seine Versetzung als etatmäßiger Stabsoffizier in das Infanterie-Regiment „Prinz Friedrich Karl von Preußen“ (8. Brandenburgisches) Nr. 64. Als Oberst hatte er dann ab 22. August 1891 das Kommando über das in Dessau stationierte Anhaltische Infanterie-Regiment Nr. 93. Unter Stellung à la suite dieses Regiments wurde Wildenbruch am 29. Juni 1895 mit der Führung der 9. Infanterie-Brigade beauftragt und schließlich mit der Beförderung zum Generalmajor am 18. August 1895 zum Kommandeur ernannt. Am 24. Mai 1898 stellte man ihn mit Pension zur Disposition und verlieh Wildenbruch am 15. Juni 1898 noch den Charakter als Generalleutnant.
Wildenbruch war u. a. Inhaber des Roten Adlerordens II. Klasse mit Eichenlaub sowie des Kronenordens II. Klasse.